# Географія Буркіна-Фасо
Буркіна-Фасо — західноафриканська країна, що знаходиться в глибині західної частини Тропічної Африки на південь від Сахари . Загальна площа країни 274 200 км² (75-те місце у світі), з яких на суходіл припадає 273 800 км², а на поверхню внутрішніх вод — 400 км². Площа країни більш ніж вдвічі менша за площу України. 

## Назва
Офіційна назва — Буркіна-Фасо (фр. Burkina Faso). Назва країни перекладається як «Земля чесних людей». До 1984 року країна називалася Верхня Вольта (фр. Haute Volta; англ. Upper Volta; ісп. Alto Volta) від назв двох головних річок — Білої і Чорної Вольт, витоки яких розташовані на території країни.

## Географічне положення

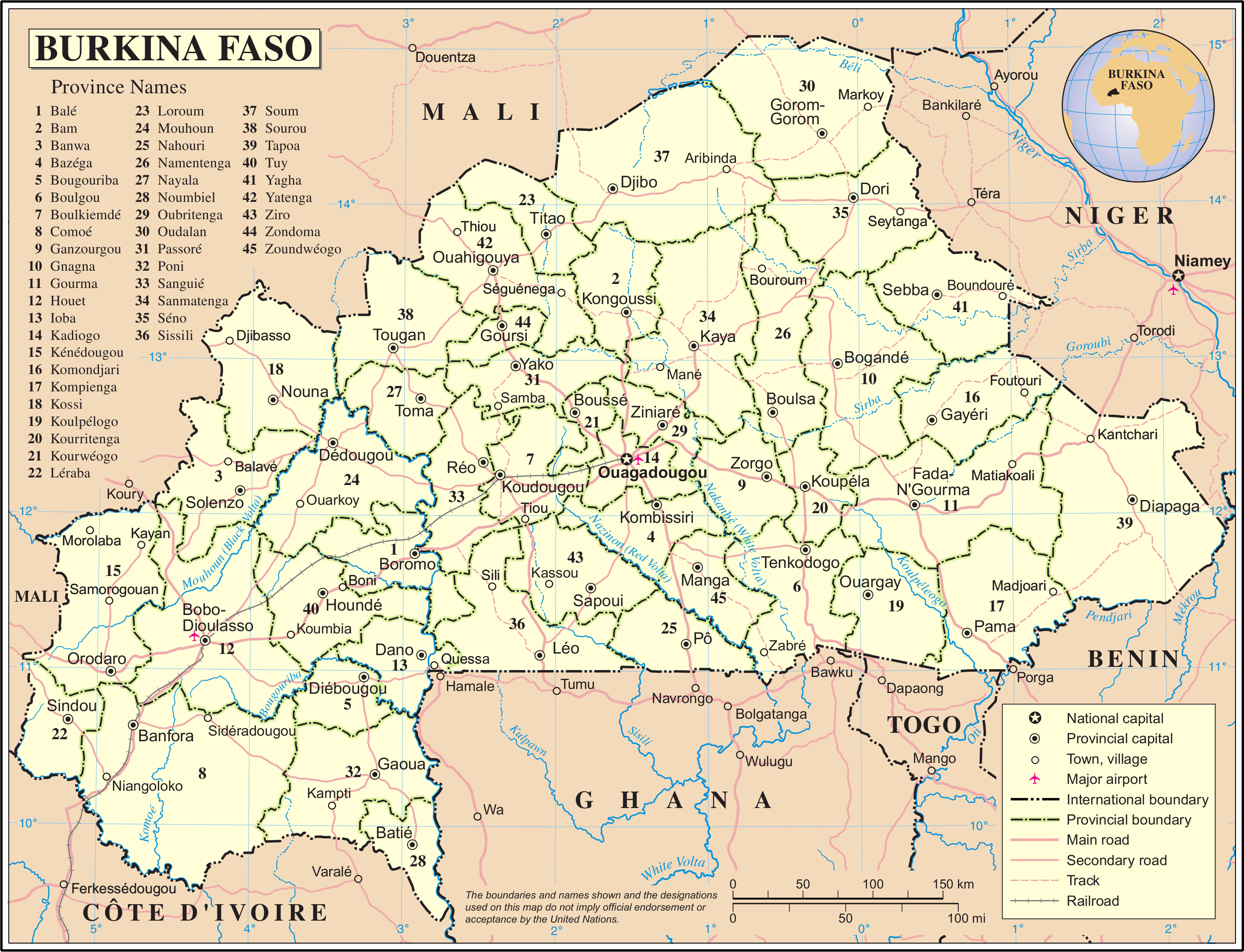
Карта Буркіна-Фасо від ООН

Порівняння розмірів території Буркіна-Фасо та США

Буркіна-Фасо — західноафриканська країна, що межує з шістьма іншими країнами: на півночі і сході — з Малі (спільний кордон — 1325 км), на сході — з Нігером (622 км), на півдні — з Кот-д'Івуаром (545 км), Ганою (602 км), Того (131 км), Беніном (386 км). Загальна довжина державного кордону — 3611 км. Країна не має виходу до вод Світового океану.

### Час
Час у Буркіна-Фасо: UTC0 (-2 години різниці часу з Києвом).

## Геологія

### Корисні копалини
Надра Буркіна-Фасо багаті на ряд корисних копалин: марганець, вапняк, мармур, золото, фосфати, пемзу, кам'яну сіль.

## Рельєф
Середні висоти — 297 м; найнижча точка — уріз води Чорної Вольти (200 м); найвища точка — гора Тена-Куру (749 м). Поверхня – хвилясте плато з рідкими низькими горбами висотою до 500 м. Плато замкнене з пагорбами на заході і південно-сході; витоки річки Вольта; напівпустелі на півночі, ліси і фермерські землі на півдні.

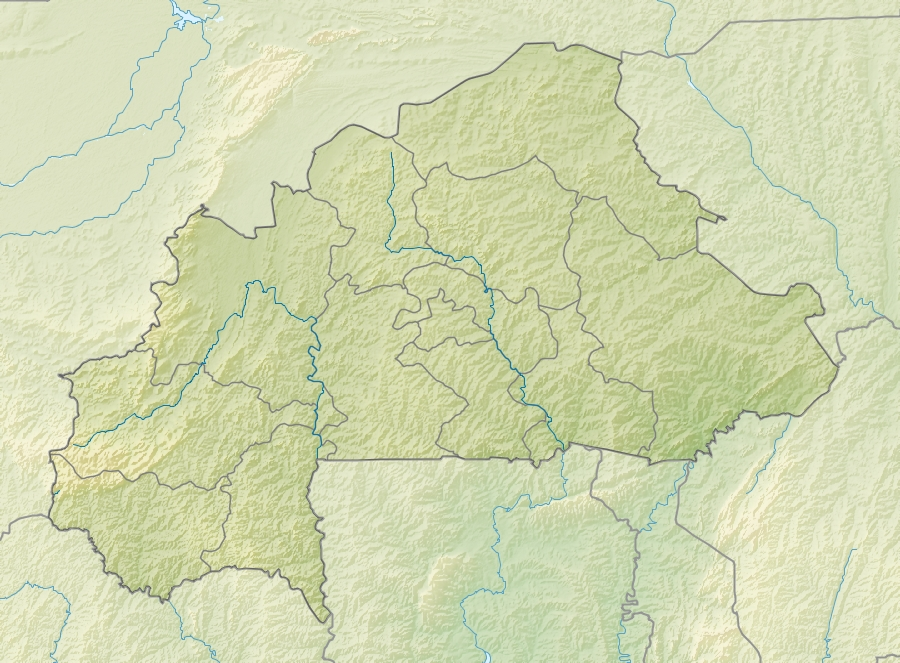
Рельєф Буркіна-Фасо
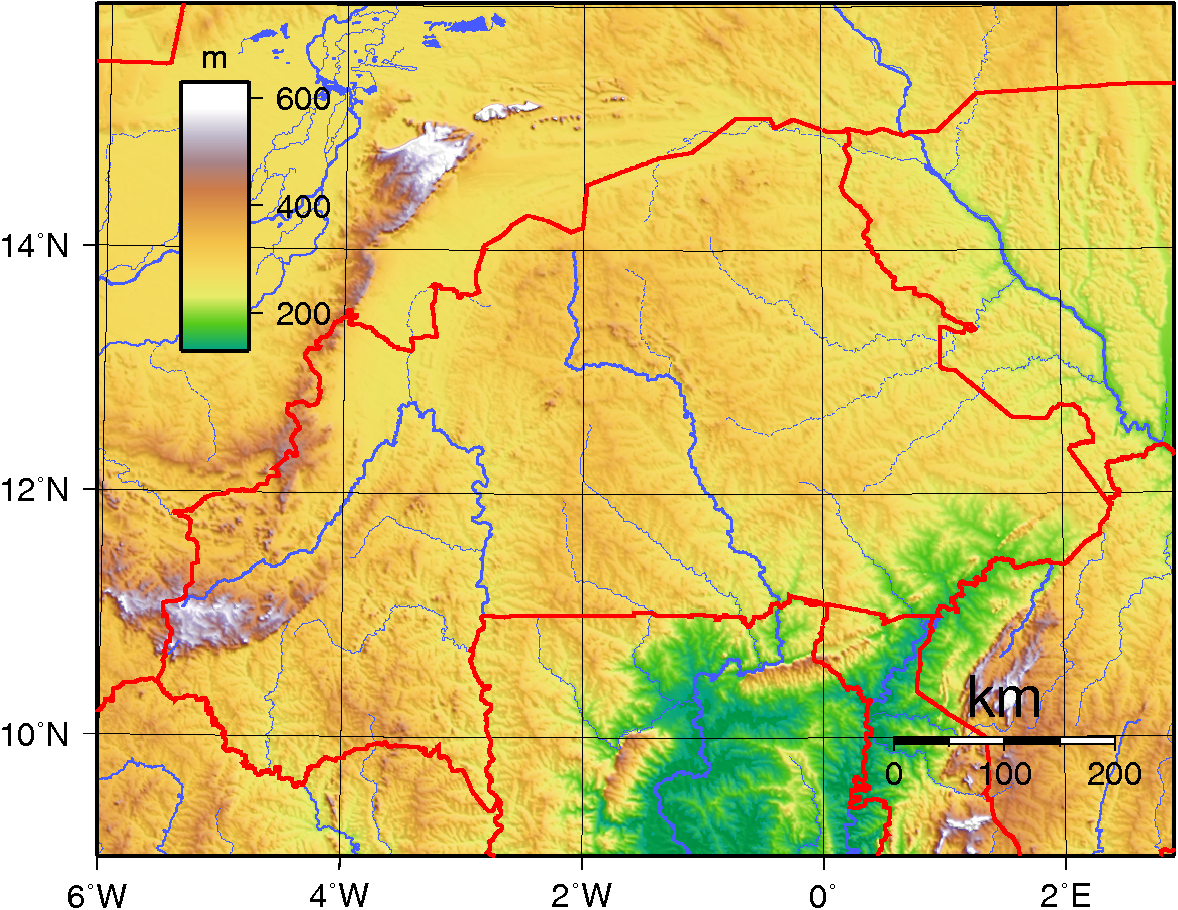
Гіпсометрична карта Буркіна-Фасо
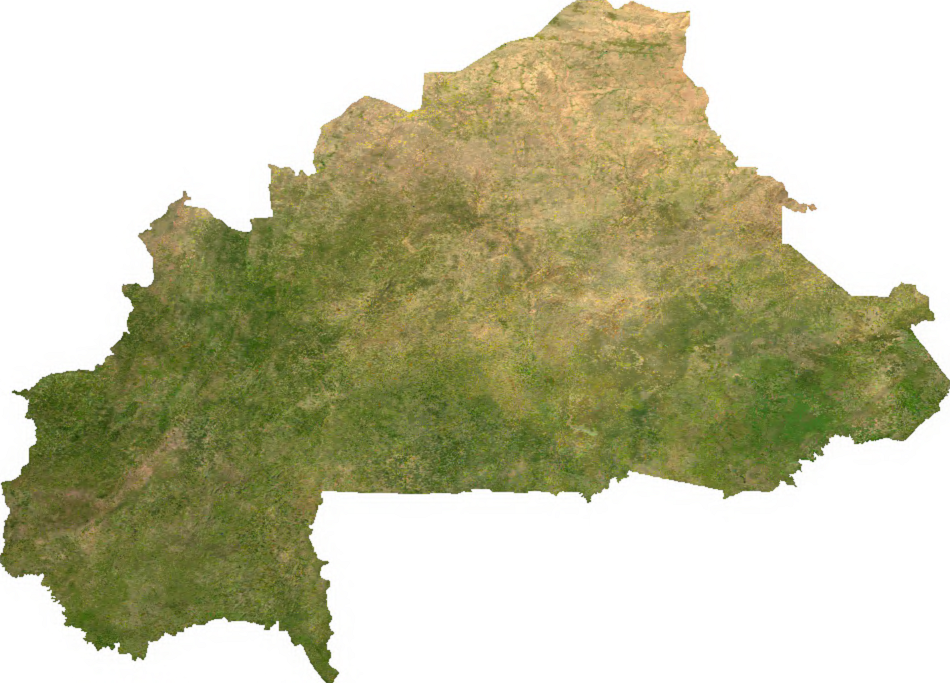
Супутниковий знімок поверхні країни
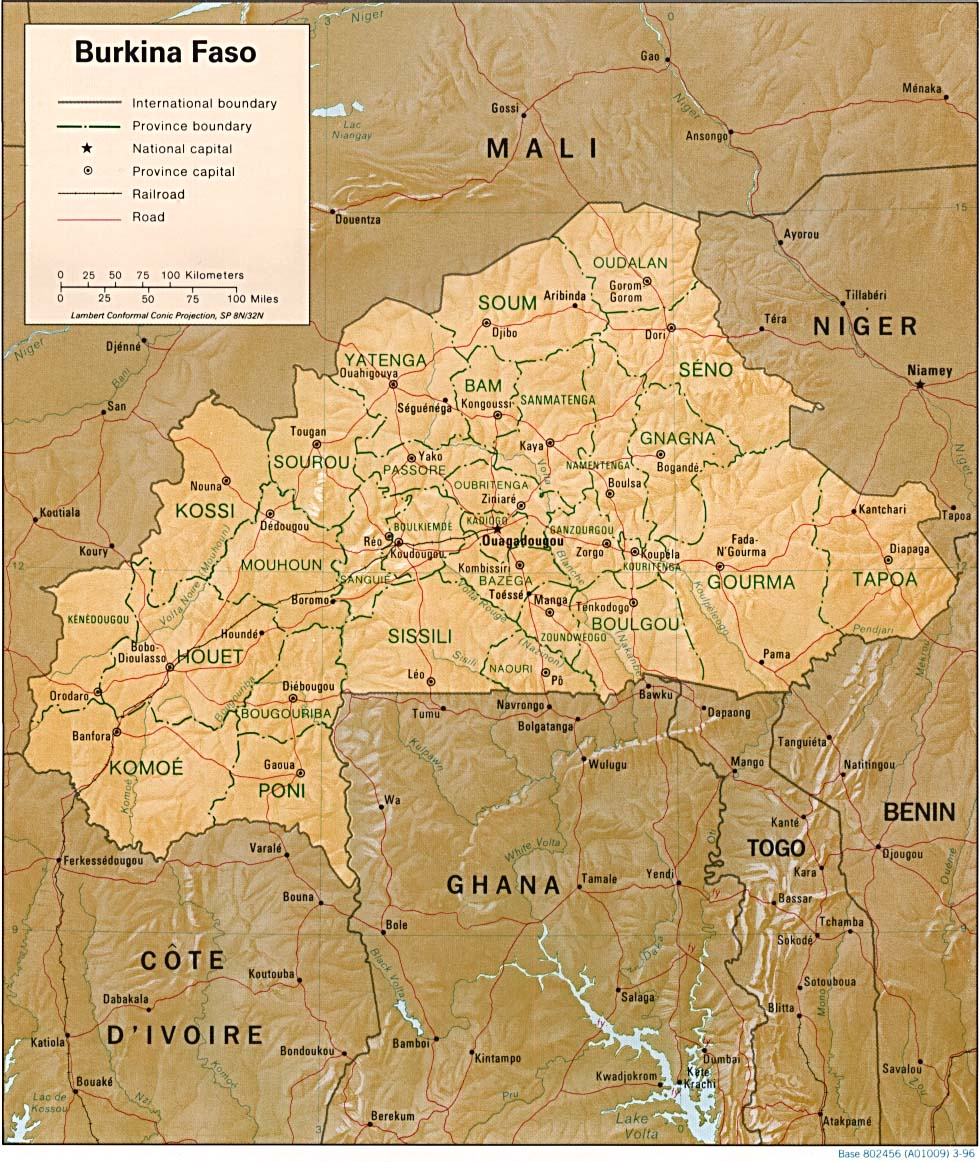
Карта країни (англ.)
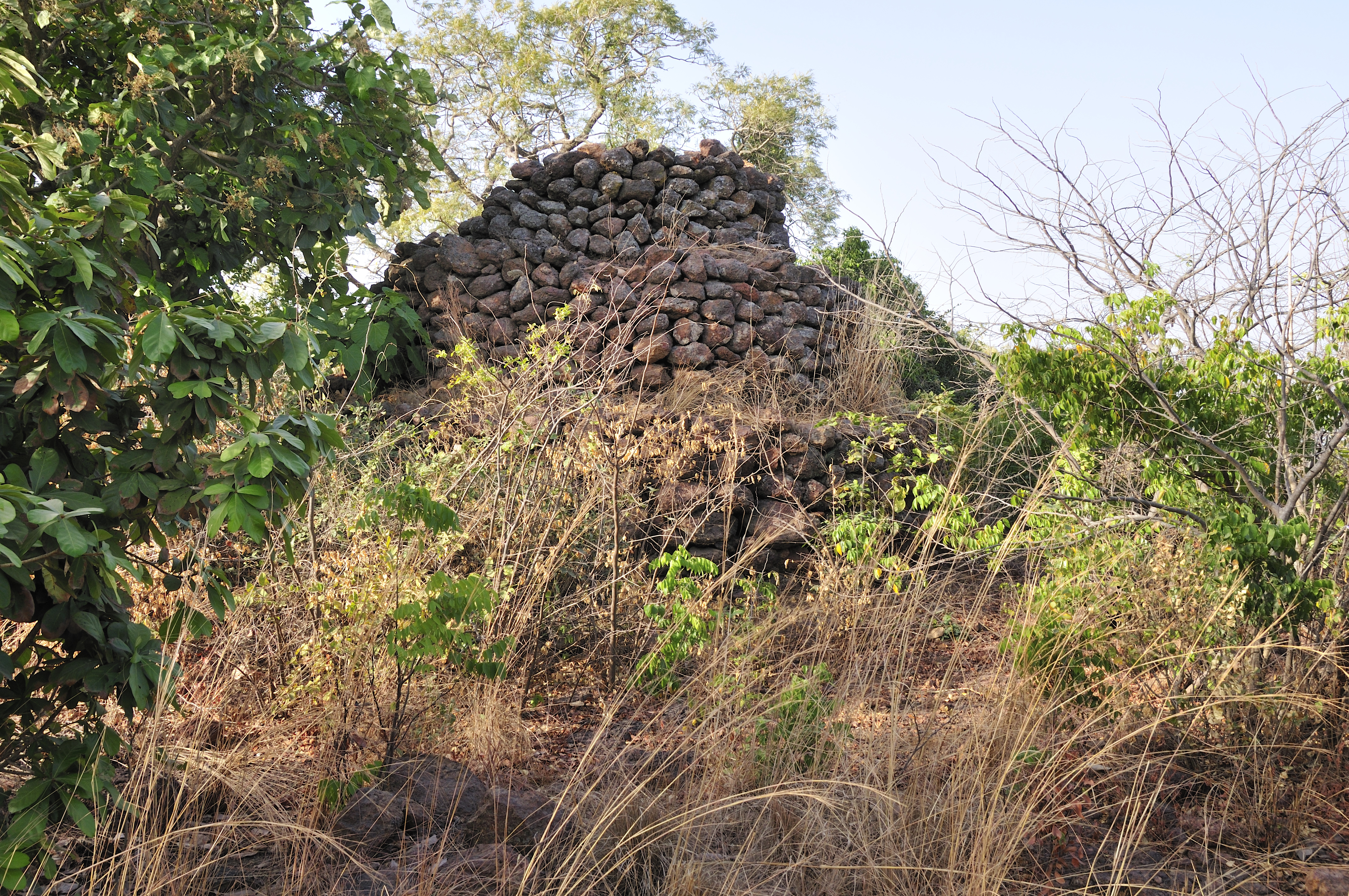
Пагорб Тенакуру

## Клімат
Територія Буркіна-Фасо лежить у субекваторіальному кліматичному поясі. Влітку переважають екваторіальні повітряні маси, взимку — тропічні. Влітку вітри дмуть від, а взимку до екватора. Сезонні амплітуди температури повітря незначні, зимовий період не набагато прохолодніший за літній. Взимку відзначається сухий сезон. Клімат характеризується наявністю трьох основних сезонів: прохолодний сухий сезон продовжується з листопада по березень, спекотний сухий – з березня по травень, спекотний вологий – іншу частину року.

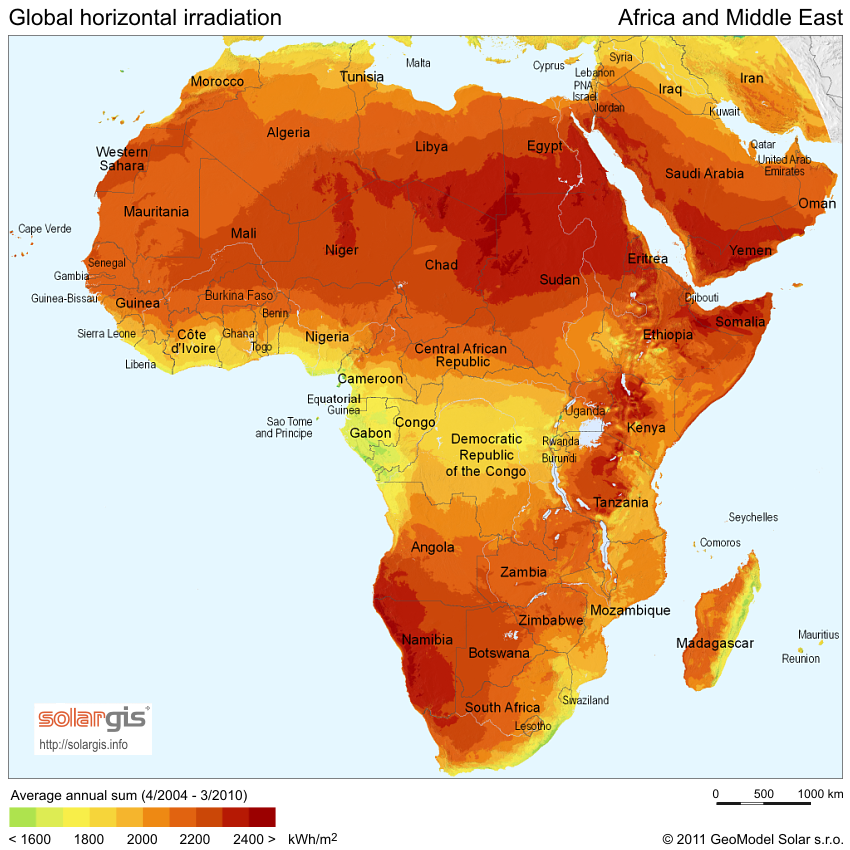
Сонячна радіація (англ.)
Кліматична карта Буркіна-Фасо (за Кеппеном)

Буркіна-Фасо є членом Всесвітньої метеорологічної організації (WMO), в країні ведуться систематичні спостереження за погодою.

## Внутрішні води
Загальні запаси відновлюваних водних ресурсів (ґрунтові і поверхневі прісні води) становлять 12,5 км³. Станом на 2012 рік в країні налічувалось 550 км² зрошуваних земель.

Гідрографічна мережа Буркіна-ФасоГідрографічна мережа Буркіна-Фасо
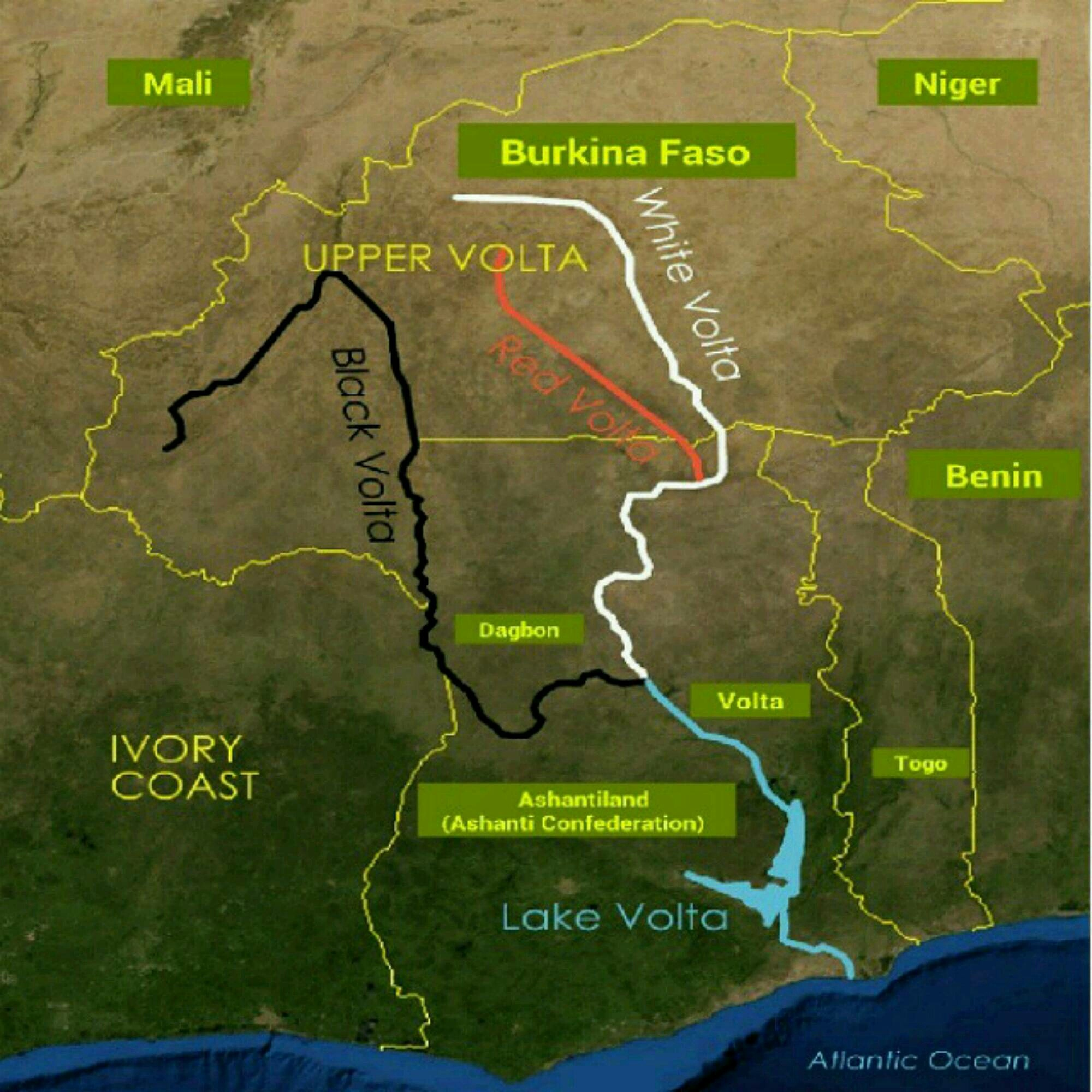
Головні притоки Вольти
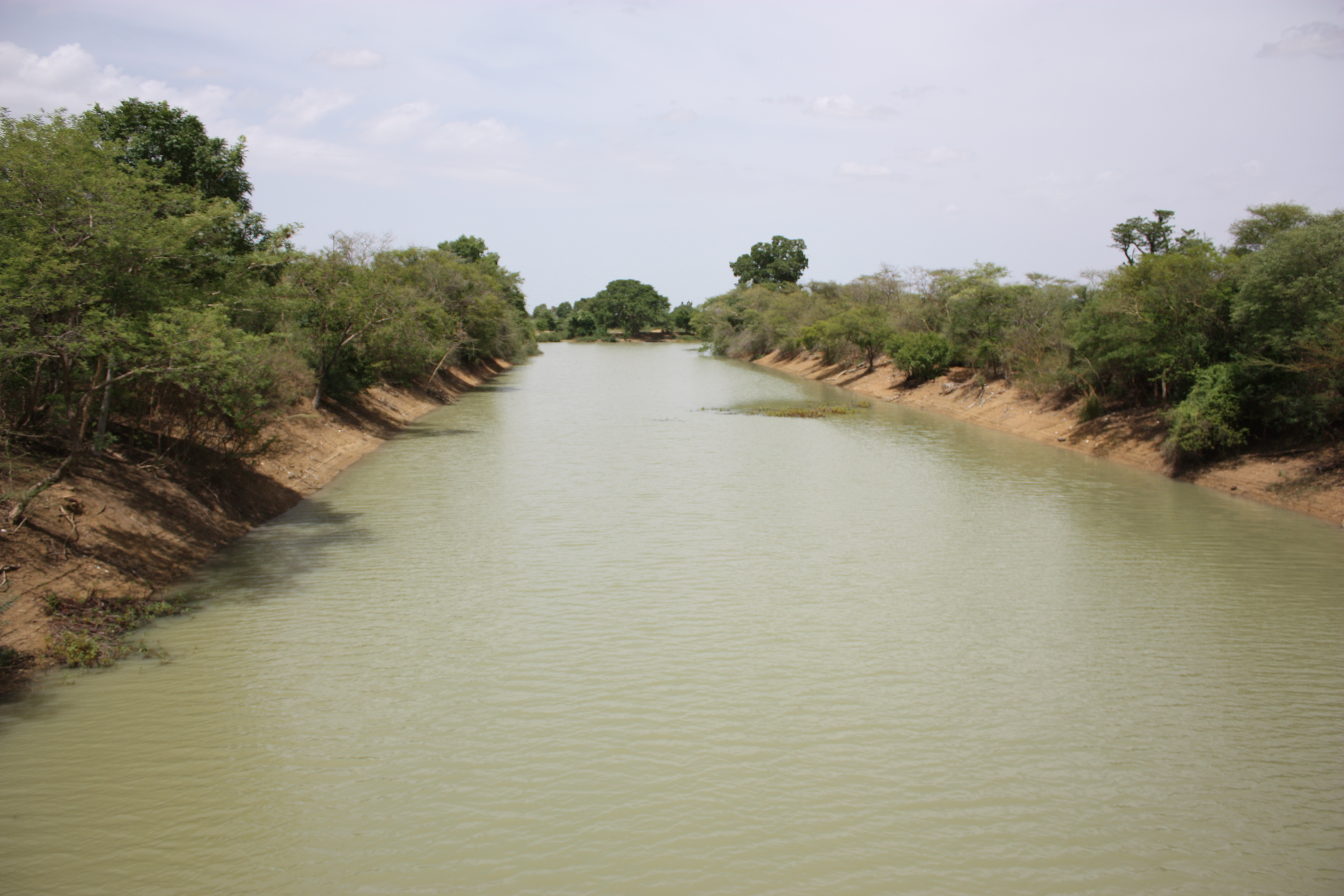
Чорна Вольта (Мухун), поблизу Дедугу
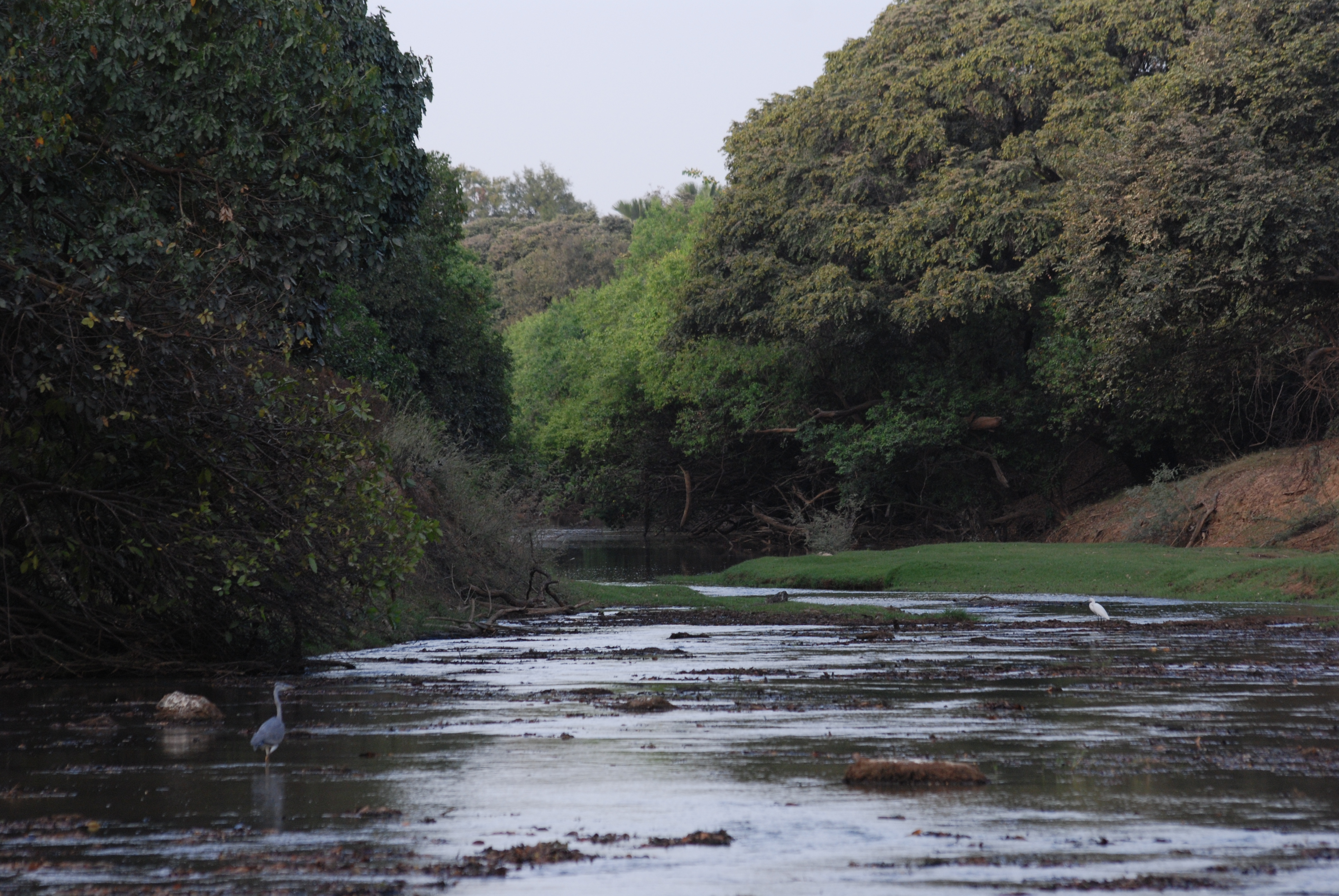
Річка Пенджарі (Оті)

### Річки
Річки країни належать басейну Гвінейської затоки Атлантичного океану.

## Рослинність
Земельні ресурси Буркіна-Фасо (оцінка 2011 року):
- придатні для сільськогосподарського обробітку землі — 43 %,
  - орні землі — 20,8 %,
  - багаторічні насадження — 0,3 %,
  - землі, що постійно використовуються під пасовища — 21,9 %;
- землі, зайняті лісами і чагарниками — 20,4 %;
- інше — 36,6 %[1].

## Тваринний світ
У зоогеографічному відношенні територія країни відноситься до Східноафриканської підобласті Ефіопської області.

## Охорона природи
Буркіна-Фасо є учасником ряду міжнародних угод з охорони навколишнього середовища:
- Конвенції про біологічне різноманіття (CBD),
- Рамкової конвенції ООН про зміну клімату (UNFCCC),
- Кіотського протоколу до Рамкової конвенції,
- Конвенції ООН про боротьбу з опустелюванням (UNCCD),
- Конвенції про міжнародну торгівлю видами дикої фауни і флори, що перебувають під загрозою зникнення (CITES),
- Базельської конвенції протидії транскордонному переміщенню небезпечних відходів,
- Конвенції з міжнародного морського права,
- Конвенції з охорони морських живих ресурсів,
- Монреальського протоколу з охорони озонового шару,
- Рамсарської конвенції із захисту водно-болотних угідь[11].

## Стихійні лиха та екологічні проблеми
На території країни спостерігаються небезпечні природні явища і стихійні лиха: 
- періодичні стійкі посухи[1];
- багато шкідливих комах, включаючи малярійних комарів, муха цеце (переносник сонної хвороби), термітів і сарани.

Серед екологічних проблем варто відзначити:
- часті посухи і спустелювання, що становлять суттєву загрозу сільському господарству на фоні зростаючого населення;
- перевипасання;
- деградацію земель;
- знеліснення.

## Фізико-географічне районування
У фізико-географічному відношенні територію Буркіна-Фасо можна розділити на _ райони, що відрізняються один від одного рельєфом, кліматом, рослинним покривом: .

### Українською
- Атлас світу / голов. ред. І. С. Руденко ; зав. ред. В. В. Радченко ; відп. ред. О. В. Вакуленко. — К. : ДНВП «Картографія», 2005. — 336 с. — ISBN 9666315467.
- Атлас. 7 клас. Географія материків і океанів / Укладачі О. Я. Скуратович, Н. І. Чанцева. — К. : ДНВП «Картографія», 2014.
- Бєлозоров С. Т. Африка : фізико-географічний нарис. — вид. 2-ге, перероб. і доп. — К. : Радянська школа, 1957. — 232 с.
- Барановська О. В. Фізична географія материків і океанів : навч. посіб. для студентів ВНЗ : [у 2 ч.]. — Н. : Ніжинський державний університет ім. Миколи Гоголя, 2013. — 306 с. — ISBN 978-617-527-106-3.
- Буркіна-Фасо // Гірничий енциклопедичний словник : [у 3-х тт.] / за ред. В. С. Білецького. — Д. : Східний видавничий дім, 2004. — Т. 3. — 752 с. — ISBN 966-7804-78-X.
- Костів Л. Я. Фізична географія материків і океанів. Африка : навч.-метод. посібник. — Л. : Видавничий центр ЛНУ імені Івана Франка, 2017. — 184 с. — ISBN 978-617-10-0374-3.
- Панасенко Б. Д. Фізична географія материків : навч. посіб. : в 2 ч. — В. : ЕкоБізнесЦентр, 1999. — 200 с.
- Юрківський В. М. Регіональна економічна і соціальна географія. Зарубіжні країни: Підручник. — 2-ге. — К. : Либідь, 2001. — 416 с. — ISBN 966-06-0092-5.

### Англійською
- (англ.) Graham Bateman. The Encyclopedia of World Geography. — Andromeda, 2002. — 288 с. — ISBN 1871869587.

### Російською
- (рос.) Авакян А. Б., Салтанкин В. П., Шарапов В. А. Водохранилища. — М. : Мысль, 1987. — 326 с. — (Природа мира)
- (рос.) Алисов Б. П., Берлин И. А., Михель В. М. Курс климатологии [в 3-х тт.] / под. ред. Е. С. Рубинштейна. — Л. : Гидрометиздат, 1954. — Т. 3. Климаты земного шара. — 320 с.
- (рос.) Апродов В. А. Вулканы. — М. : Мысль, 1982. — 368 с. — (Природа мира)
- (рос.) Апродов В. А. Зоны землетрясений. — М. : Мысль, 2010. — 462 с. — (Природа мира) — ISBN 978-5-244-01122-7.
- (рос.) Буркина-Фасо // Африка: энциклопедический справочник [в 2-х тт.] / гл. ред. А. А. Громыко. — М. : Советская энциклопедия, 1986. — Т. 1. А-К. — 671 с.
- (рос.) Бабаев А. Г., Зонн И. С., Дроздов Н. Н., Фрейкин З. Г. Пустыни. — М.  : Мысль, 1986. — 320 с. — (Природа мира)
- (рос.) Браун Л. Африка. — М. : Прогресс, 1976. — 288 с. — (Континенты, на которых мы живем)
- (рос.) Букштынов А. Д., Грошев Б. И., Крылов Г. В. Леса. — М. : Мысль, 1981. — 316 с. — (Природа мира)
- (рос.) Власова Т. В. Физическая география материков. С прилегающими частями океанов. Южная Америка, Африка, Австралия и Океания, Антарктида. — 4-е, перераб. — М. : Просвещение, 1986. — 269 с.
- (рос.) Гвоздецкий Н. А., Голубчиков Ю. Н. Горы. — М. : Мысль, 1987. — 400 с. — (Природа мира)
- (рос.) Гвоздецкий Н. А. Карст. — М. : Мысль, 1981. — 214 с. — (Природа мира)
- (рос.) Географический энциклопедический словарь: географические названия / под. ред. А. Ф. Трёшникова. — 2-е изд., доп. — М. : Советская энциклопедия, 1989. — 585 с. — ISBN 5-85270-057-6.
- (рос.) Исаченко А. Г., Шляпников А. А. Ландшафты. — М. : Мысль, 1989. — 504 с. — (Природа мира) — ISBN 5-244-00177-9.
- (рос.) Словарь современных географических названий / под общей редакцией акад. В. М. Котлякова. — Екатеринбург : У-Фактория, 2006.
- (рос.) Лобова Е. В., Хабаров А. В. Почвы. — М. : Мысль, 1983. — 304 с. — (Природа мира)
- (рос.) Максаковский В. П. Географическая картина мира. Книга I: Общая характеристика мира. — М. : Дрофа, 2008. — 495 с. — ISBN 978-5-358-05275-8.
- (рос.) Максаковский В. П. Географическая картина мира. Книга II: Региональная характеристика мира. — М. : Дрофа, 2009. — 480 с. — ISBN 978-5-358-06280-1.
- (рос.) Поспелов Е. М. Географические названия мира: Топонимический словарь. — М. : АСТ, 2005.
- (рос.) Буркина-Фасо // Страны Африки. Политико-экономический справочник / ред. В. Солодовников, В. Румянцев. — М. : Издательство политической литературы, 1969. — 318 с.
- (рос.) Физико-географический атлас мира. — М. : Академия наук СССР и Главное управление геодезии и картографии ГУГК СССР, 1964. — 298 с.
- (рос.) Энциклопедия стран мира / глав. ред. Н. А. Симония. — М. : НПО «Экономика» РАН, отделение общественных наук, 2004. — 1319 с. — ISBN 5-282-02318-0.